# Jaczowice
Jaczowice [pronunciación en polaco: /jat͡ʂɔˈvit͡sɛ/] (en alemán: Jatzdorf) es un pueblo ubicado en el distrito administrativo de Gmina Niemodlin, dentro del Condado de Opole, Voivodato de Opole, en el sur de Polonia occidental. Se encuentra aproximadamente a 3 kilómetros al suroeste de Niemodlin y a 26 kilómetros al oeste de la capital regional Opole.
Antes de 1945, el área fue parte de Alemania.